# Manjuyod
Manjuyod est une localité de la province du Negros oriental, aux Philippines. En 2015, elle compte 42 332 habitants.